# Шимирбай
Шимирба́й (каз. Шымырбай) — село у складі Сариагаського району Туркестанської області Казахстану. Входить до складу Жилгинського сільського округу.
Населення — 843 особи (2021; 743 у 2009, 691 у 1999, 582 у 1989).